# 爷爷您回来了
「爷爷您回来了」是指2005年前台灣的中國國民黨主席連戰访问中国大陸期间，由西安后宰门小学演出的一组诗歌朗诵与舞蹈节目，因第一句话为“爷爷，您回来啦！您终于回来啦！”而闻名。

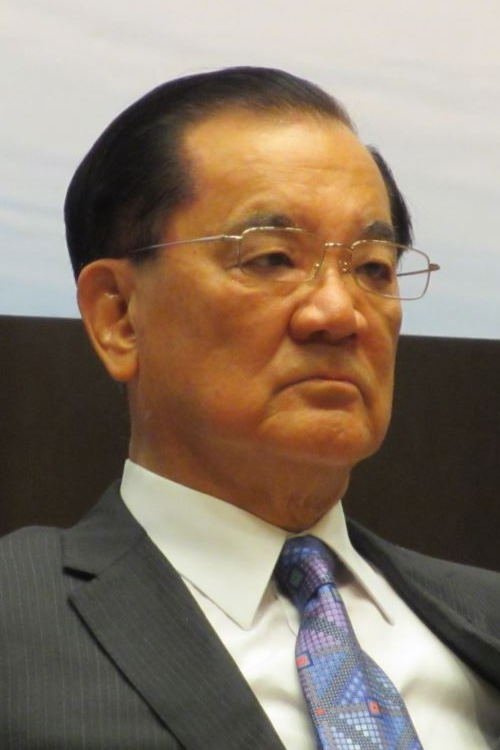
時任國民黨主席連戰

此節目在現場直播後引起華人地區的軒然大波，因為表演形式、用詞和語調與文化大革命之樣板戲類似。此外，由于“爷爷，您回来了”知名度很高，在节目播出后不久，台灣电信業者即推出改版的手机铃声。2005年12月20日，中國《新周刊》將此選為2005年度經典語錄之一。

## 事件经过
节目中朗诵的诗歌原名《陽光、校園、童年》，是2005年4月30日中国国民党主席连战在中国大陸访问過程中、於重返位於西安的母校后宰门小学时，六名小学生为迎接他而表演的一个诗朗诵节目，第一句即是「爷爷，您回来啦！您终于回来啦！」。除高八度的童音朗诵外，还带有较夸张的身体动作表演这种表达方式。
事前，媒体曾探问后宰门小学的一位教师有什么样的欢迎节目，得到“这是秘密”的答案，校长白彩玲则透露“校方将筹备一项以和平为主题的校庆活动。”。事後，后宰门小学對事件及後續風波沒有評論及動作，不过在中国中央电视台和东森电视台合作的“岩松看台湾”节目中，在东森电视台演播室裡，中国主持人白岩松和台湾主持人曾笑着谈论此事。

## 反应
- 连战本人與其長子連勝文在当场欣赏演出时，做出微笑、同时强忍住笑出声来的姿态。
- 其后即将造访中国大陸的亲民党向中共提出，在访问期间，希望不要安排类似的节目，以防同类事件再度发生。[來源請求]
- 台灣前文化部長龙应台则专门撰文，将此事件与台湾戒严期间的同类事件进行比较，认为生于中国大陸现时代的这些小学生值得怜悯。[3]

## 改编
在原版节目推出后不久，台湾电信业者即推出「爷爷，你回来了」来电答铃，除原版之外，还有诸如“家里的米缸没米了”之类的搞笑版本。有人认为这是属于恶搞文化的一种。这些铃声红遍台湾，下载量一度高居榜首，許多商業廣告也以這首詩為廣告創意。
“爷爷，你回来了”这种句式亦在互联网热传，“AA，你BB了，你终于BB了”（AA可代入任何一个人物、BB則可代入任何一種动作）的句式，在2005年中国大陸、台湾的网络环境中都屡见不鲜。
台灣中天電視《全民大悶鍋》綜藝節目內亦有以此為題材的小單元。
在台灣，國際連鎖快餐店肯德基也製作了模仿「爷爷，你回来了」的電視廣告；不過講的是快餐店的象徵人物桑德斯上校，從墨西哥帶着辣椒和辣醬回到台灣，而電視片中的兒童更是以台語表演。